# نظام إدارة المباني
 نظام إدارة مبنى  (بالإنجليزية: Building management system) معروف أيضا ب (نظام أتمتة المبانى Building Automation System) هو حاسوب يقوّم نظام مراقبة مُثبت في المباني التي تسيطر على وتراقب معدات المبنى الميكانيكية والكهربائية مثل التهوية والإضاءة وأنظمة الطاقة وأنظمة الحريق و أنظمة الحماية. نظام إدارة المبانى يتكون من برمجيات (software) وأجهزة (hardware)؛ البرمجيات عادة ما يتم تكوينها بطريقة هرمية ويمكن أن تكون ملكية تستخدم بروتوكولات مثل سي باص (C-bus) و بروفى باص (Profibus) وهلم جرا، في الآونة الأخيرة، ينتج باعة جُدد أنظمة (BMSs) تعمل على دمج استخدام بروتوكولات الشبكة (الإنترنت) ومعايير مفتوحة مثل DeviceNet وSOAP وXML وBACnet وLonWorks وModbus.

## الخصائص
```
أنظمة إدارة المبانى شائعة التنفيذ في المشاريع الضخمة المتضمنة أنظمة كهربائية وميكانيكية و 
HVAC
. وظيفتها الأساسية هي إدارة البيئة داخل المبنى وربما التحكم في درجة الحرارة ومستويات 
غاز ثاني أكسيد الكربون
 والرطوبة داخل المبنى. باعتبارها وظيفة أساسية في معظم أنظمة إدارة المباني، هي تسيطر علي التدفئة والتبريد وتدير الأنظمة التي توزع هذا الهواء في جميع أنحاء المبنى (على سبيل المثال عن طريق مشجعين التشغيل أو فتح / إغلاق الصمامات) ومن ثم تسيطر محلياً على مزيج من التسخين والتبريد لتحقيق درجة حرارة الغرفة المطلوبة. الوظيفة الثانوية في بعض الأحيان هي لرصد مستوى ثاني أكسيد الكربون (CO2) المتولد من الإنسان، خلط في الهواء الخارجي مع هواء النفايات لزيادة كمية 
الأكسجين
 في الوقت نفسه تقليل الحرارة / تبريد الخسائر.
```

أنظمة إدارة المباني (BMS) عاده تمثل 40٪ من استخدام طاقة مبنى، وإذا تم إضافة الإضاءة، هذا الرقم سيكون قرابة 70٪. أنظمة إدارة المباني (BMS) هي عنصر حاسم لإدارة الطلب على الطاقة.
فضلاً عن السيطرة على البيئة الداخلية للمبنى، أنظمة إدارة المباني أحياناً مرتبطه للوصول إلى التحكم (البوابات والوصول إلى السيطرة على الأبواب هو الذي يسمح بالدخول والخروج إلى المبنى) أو أنظمة الحماية الأخرى مثل الدوائر التليفزيونية المُغلقة (CCTV) وأجهزة كشف الحركة. أنظمة إنذار الحريق والمصاعد هي أيضاً ترتبط أحيانا بنظام إدارة المباني، على سبيل المثال، إذا تم الكشف عن حريق، فبإمكان النظام أن يغلق الصمامات في نظام التهوية لمنع انتشار الدخان ويرسل جميع المصاعد إلى الطابق الأرضي ويوقفهم لمنع الناس من استخدامهم في حال حدوث حريق.
أنظمة إدارة المبانى عادة ما يتم تسليمها كنظم وخدمات كامله متكاملة من خلال شركات مثل سيمنز وهانيويل وجونسون كونترولز وتريندكونترولز و تى ئا سى (TAC) وترين وغيرها. شركات الخدمات المستقلة تستخدم حلول من شركات مثل روكويل اوتوميشن وكى ام بى سيستيمس (KMB) وبى بى بى إينرجيس ودلتا ودايستيش وسيركون وكى ام سي كونترولز (KMC). جديد، حلول أكثر مرونة تربط أنظمة إدارة المباني وإدارة مشاريع البرمجيات تشمل أس ئا بى (SAP) وأوبن فيو وأرتشيباص وماكسيمو وشركات أخرى أصغر بما في ذلك أوجستا سيستيمس وجريد لوجيكس ونيتورك هاربور ونورث بيلدينج تكنولوجيس لتد وتريديام.
بعض من الأنظمة الأحدث تتيح السيطرة على محطة مثل الغلايات ووحدات معالجة الهواء وأبراج التبريد کى تکون مُراقبه عن طريق واجهة رسومية بسيطة في متصفح الويب.

## نبذه تاريخيه
أنظمة إدارة مبنى لطالما وظُفت المباني التجارية، كان هذا من خلال عمل القوى العاملة الفحم في غلايات الفحم أو فتح صمامات أنابيب المياه يدويا مع استخدام مقبض وذلك لتمكين تدفق المياه المسخنه من خلال دائرة المبرد. ومع ذلك، «نظام إدارة المباني» كتعبير، هو جديد نسبياً (ال 20 عاماً الماضية أو نحو ذلك)؛ في الحقيقة التعبير قد وجد فقط منذ المقدمة الخاصة بالأجهزة الإلكترونية المعقدة القادرة على الاحتفاظ بالبيانات لأغراض إدارة الخدمات مثل الطاقة والإضاءة والتدفئة وهلم جرا.
قبل أنظمة إدارة المبانى الحديثة، مختلف النظم الكهروميكانيكية كانت قيد الاستخدام لمراقبة المباني. العديد من مكاتب إدارة المرافق كان بها لوحات تتكون من مفاتيح التشغيل، الأضواء توضح حالات عمل مختلفة، وتتيح لعاملي الصيانة بالمبنى التدخل إذا حدث خلل لأى شيء، بعض من هذه الأنظمة تشمل أيضا «الإنذار المسموع».

## وصلات خارجية
- ما بي ئا أس / دي دى سي هل للتسهيلات
- قاموس مصطلحات (إنجليزي / ألماني)
- الموارد اللازمة لأنظمة إدارة المباني
- معلومات نظام إدارة مبنى
- نظام إدارة مبنى في بونى